# عيسى الجساس
عيسى الجساس، (1951 - 9 فبراير 2016)، لاعب وحكم كرة قدم كويتي دولي سابق ، وهو أول حكم كرة قدم كويتي يشارك في بطولة كأس العالم للناشئين عام 1986.

## سيرته الرياضية
ولد عيسى راشد ابراهيم الجساس في الكويت من عام 1951 ، وبدأ حياته الرياضية كلاعب في نادي الكويت ويعتبر من أبرز لاعبي مركز الظهير الأيسر في النادي ، وذلك في موسم 1968 ، ثم إرتقى سريعا لينضم إلى صفوف  المنتخب الوطني ، وشارك مع الأزرق الكويتي في دورة الخليج عام 1972 ثم دورة كأس الخليج العربي الثالثة، كما حصل مع المنتخب العسكري على المركز الثالث في النهائيات التي أقيمت في الكونغو عام 1973، وكان أحد عناصر الأزرق الكويتي الأساسية في تصفيات كأس آسيا في إيران عام 1976 ، وكان يشتهر بلعبه الرجولي الى حد الخشونة أحيانا، فهو يمتاز بقوة بدنية صلبة وروح قتالية ، ومن المواقف المذكورة له ما حدث في بطولة كأس الخليج العربي عام 1972 في الرياض ، حيث لعب أمام المنتخب القطري 55 دقيقة كاملة تحت المخدر بعد تعرض إصبع رجله للكسر ، لكنه أصر على إكمال المباراة بعزيمة قوية.

## إعتزاله
بعد إعتزاله لم يبتعد عن الكرة ، اذ إنضم للجهاز الفني للفريق الاول بنادي الكويت كمساعد للمدرب وذلك في عام 1978 ، وفي عام 1979 إتجه الى التحكيم ومراقبة المباريات ، فشارك في إدارة مباريات نهائيات كأس آسيا للشباب في السعودية عام 1986 ، ونهائيات كأس العالم للناشئين في كندا 1986 ، ونهائيات كأس العالم للشباب في أستراليا 1993 ، وقبلها نهائيات كأس آسيا في هيروشيما 1992، والتي شهدت اختياره من قبل «فيفا» كواحد من افضل 20 حكما على مستوى العالم، كما تم اختياره كأفضل حكم خليجي في كأس الخليج العاشرة التي أقيمت في الكويت حيث أدار مباراة منتخب الإمارات لكرة القدم ومنتخب عمان لكرة القدم ، وافضل حكم في دورة الصداقة والسلام بالكويت ، وأخيرا حكما ومحاضرا في تصفيات كأس آسيا 1995 في أوزبكستان.

## وفاته
توفي في 9 فبراير 2016 بعد صراع مع المرض في الولايات المتحدة الأمريكية، هذا وقد تم نقل جثمانه إلى الكويت.